# Jean Kent
Pour les articles homonymes, voir Kent (homonymie).
Jean Kent (29 juin 1921 - 30 novembre 2013) est une actrice de cinéma et de télévision anglaise.

## Biographie
Née Joan Mildred Summerfield dans le quartier de Brixton, à Londres, elle est la seule enfant de l'artiste Norman Field et de Nina Norre.
Elle commença sa carrière au théâtre en 1931 comme danseuse. Elle utilisa le nom de scène Jean Carr quand elle apparut en tant que danseuse de revue au Windmill Theatre à Londres.
Elle signa chez la Gainsborough Pictures durant la Seconde Guerre mondiale. Sa carrière prit un tournant quand elle obtint un rôle dramatique en 1945 dans le film L'Homme fatal (Fanny by Gaslight). Elle apparut dans plusieurs films anglais durant les années 1940 et 1950 avant de se tourner vers la télévision.
Elle donna la réplique à Marilyn Monroe, Michael Redgrave et Laurence Olivier.
Jean Kent fut mariée à l'acteur australien Josef Ramart de 1946 jusqu'à sa mort, en 1989. Ils se rencontrèrent sur le plateau du film Caravane. Ils apparaissent ensemble dans les films Caravane et Trottie True.
Jean Kent est décédée à l'hôpital West Suffolk à Bury St Edmunds le 30 novembre 2013 à la suite d'une chute survenue quelques jours plus tôt à son domicile à Westhorpe dans le comté de Suffolk.

## Filmographie
- 1935 : Who's your father de Lupino Lane
- 1935 : The rocks of Valpre d'Henry Edwards
- 1939 : The frozen limits de Marcel Varnel
- 1940 : Hullo fame d'Andrew Buchanan
- 1942 : It's that man again de Walter Forde
- 1943 : Miss London Ltd. de Val Guest
- 1943 : Warn that man de Lawrence Huntington
- 1944 : L'Homme fatal (Fanny by gaslight) d'Anthony Asquith
- 1944 : Soldier, sailor d'Alexander Shaw
- 1944 : Bees in paradise de Val Guest
- 1944 : Champagne Charlie d'Alberto Cavalcanti
- 1944 : Deux mille femmes (Two thousand women) de Frank Launder
- 1944 : La Madone aux deux visages (en) (Madonna of the seven moons) d'Arthur Crabtree
- 1945 : Le Masque aux yeux verts (The wicked lady) de Leslie Arliss
- 1945 : Un soir de rixe (en) (Waterloo Road) de Sidney Gilliat
- 1945 : L'Honorable Monsieur Sans-Gêne (The Rake's Progress) de Sidney Gilliat
- 1945 : Caravane (Caravan) d'Arthur Crabtree
- 1946 : L'Archet magique (The magic bow) de Bernard Knowles
- 1946 : Carnival de Stanley Haynes
- 1947 : Les Pirates de la Manche (The man within) de Bernard Knowles
- 1947 : Les Amours de Joanna Godden (The loves of Joanna Godden) de Charles Frend
- 1947 : Bond Street de Gordon Parry
- 1947 : Les Ailes brûlées (Good time girl) de David MacDonald
- 1948 : The sleeping car to Trieste de John Paddy Carstairs
- 1948 : Ma gaie lady (Trottie true) de Brian Desmond Hurst
- 1949 : The reluctant widow de Bernard Knowles
- 1949 : Héros et brigands (Quel bandito sono io) de Mario Soldati
- 1950 : La Femme en question (The woman in question) d'Anthony Asquith
- 1951 : L'Ombre d'un homme (The Browning version) d'Anthony Asquith
- 1952 : The lost hours de David MacDonald
- 1954 : Before I wake d'Albert S. Rogell
- 1957 : Le Prince et la Danseuse (The prince and the showgirl) de Laurence Olivier
- 1958 : Bonjour tristesse d'Otto Preminger
- 1958 : La Sépulture maudite (Grip of the Strangler) de Robert Day
- 1959 : Fils de forçat (Beyond this place de Jack Cardiff
- 1959 : La Dixième femme de Barbe Bleue (Bluebeard's ten honeymoons) de W. Lee Wilder
- 1959 : Pages indiscrètes (Please turn over) de Gerald Thomas
- 1961 : Sir Francis Drake, le corsaire de la reine (Sir Francis Drake ou The Adventures of Sir Francis Drake)  (série télévisée)
- 1975 : Parole d'homme (Shout at the devil) de Peter R. Hunt
- 1990 : Missing Persons (téléfilm)

## Récompenses et nominations
Pendant plusieurs années, elle fit partie du top 10 des stars anglaises du box office lors d'une sondage annuel publié dans l'édition spécialisée Motion Picture Herald.
- 1950 : 9th[4]
- 1951 : 8th[5]

## Anecdotes
- L'acteur Stewart Granger fut garçon d'honneur au mariage de Jean Kent[6].
- Jean Kent fut le sujet de l'émission This Is Your Life en 1974, ou elle fut piégée par Eamonn Andrews au Strand Theatre.